# Olof Thunberg

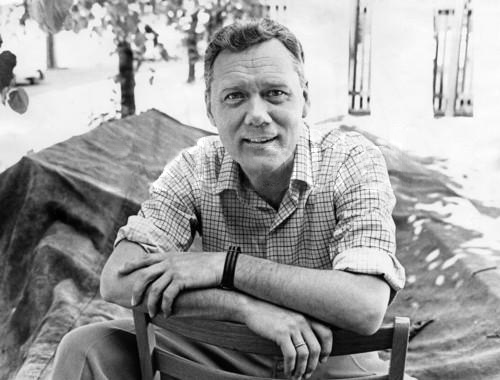
Olof Thunberg (1968)

Fritz-Olof Thunberg (* 21. Mai 1925 in Västerås; † 24. Februar 2020) war ein schwedischer Schauspieler.

## Leben und Karriere
Olof Thunberg studierte Schauspiel in den 1940er-Jahren an der Calle Flygare Teaterskola in Stockholm und später von 1950 bis 1953 an der Dramatens elevskola. Anschließend nahm er ein dauerhaftes Engagement am Theater Östgötateatern an, wo er zugleich erste Erfahrungen als Theaterregisseur sammelte. Bekannt wurde er in Schweden erstmals einem breiteren Publikum als Erzähler der beliebten Radiosendung Mannen i svart, in der er Horror- und Geistergeschichten präsentierte. Die Sendung lief zwischen 1953 und 1956. Thunberg war über Jahrzehnte regelmäßig beim Radio sowie in Theaterproduktionen aktiv.
Bereits 1947 machte Thunberg in einer kleinen Rolle in dem Film Zwei Frauen... unter Regie von Arnold Sjöstrand sein Kinodebüt. Es folgten weitere Nebenrollen, international ist wohl sein Auftritt als Orgelspieler Fredrik in Ingmar Bergmans Glaubensdrama Licht im Winter aus dem Jahr 1962 am bekanntesten. Daneben war er auch im schwedischen Fernsehen in einigen größeren Rollen zu sehen und führte Anfang der 1970er-Jahre bei zwei Fernsehfilmen Regie. In den auch in Deutschland ausgestrahlten Kinderfilmen Die Jönsson-Bande und der Cornflakesraub und Die Jönsson-Bande – Charles-Ingvars neuer Plan spielte er in den 1990er-Jahren die Rolle des Großvaters. In den 2000er-Jahren zog sich Thunberg zusehends aus dem Schauspielgeschäft zurück.
Olof Thunberg lieh der Comicfigur Bamse über Jahrzehnte in Hörspielen und einer Fernsehserie seine Stimme, was ihm in Schweden große Popularität verschaffte. Er sprach außerdem den Meisterdetektiv Agaton Sax, die Hauptfigur einer Kinderbuchreihe, in einer Fernsehserie sowie dem Kinofilm Privatdetektiv Agaton Sax. Als Synchronsprecher ist Thunberg in den schwedischen Fassungen vieler Walt-Disney-Filme zu hören, am bekanntesten wohl als schurkischer Tiger Shere Khan in Das Dschungelbuch (1967) und der Fortsetzung Das Dschungelbuch 2 (2003).
Olof Thunberg war zweimal verheiratet, beide Ehen wurden geschieden. Er ist der Vater von zwei Kindern. Sein Sohn ist der Schauspieler Svante Thunberg und seine Enkelin die Klimaschutzaktivistin Greta Thunberg. Olof Thunberg starb am 24. Februar 2020 im Alter von 94 Jahren.

## Filmografie (Auswahl)
- 1947: Zwei Frauen... (Två kvinnor)
- 1953: Reise zu Dir (Resan till dej)
- 1957: Der Pfarrer in Uddarbo (Prästen i Uddarbo)
- 1960: Sommer und Sünder (Sommar och syndare)
- 1962: Licht im Winter (Nattvardsgästerna)
- 1963: Adam och Eva
- 1963: Villervalle i Söderhavet (Fernsehserie, 13 Folgen)
- 1966: Mästerdetektiven Blomkvist på nya äventyr (Fernsehfilm)
- 1970: Das rote Zimmer (Röda rummet; Fernseh-Miniserie, vier Folgen)
- 1972–1974: Die Brüder Malm (Bröderna Malm; Fernsehserie, 13 Folgen)
- 1976: Privatdetektiv Agaton Sax (Agaton Sax och Byköpings gästabud; Zeichentrickfilm – Stimme)
- 1977: Bröderna (Fernseh-Miniserie)
- 1986: Amorosa
- 1994–1995: Tre kronor (Fernsehserie, sechs Folgen)
- 1996: Monopol
- 1996: Die Jönsson-Bande und der Cornflakesraub (Lilla Jönssonligan och cornflakeskuppen)
- 1997: Die Jönsson-Bande – Charles-Ingvars neuer Plan (Lilla Jönssonligan på styva linan)
- 2001: Håkan Nesser – Das falsche Urteil (Återkomsten; Fernseh-Miniserie, zwei Folgen)
- 2003: Solbacken: Avd. E (Fernseh-Miniserie, fünf Folgen)